# ينس ليمان
ينس ليمان (بالألمانية: Jens Lehmann) لاعب كرة قدم ألماني سابق من مواليد 10 نوفمبر 1969 في إيسين في ألمانيا الغربية.

## مسيرته الكروية
لعب ينس ليمان خلال مسيرته الاحترافية مع 5 أندية في أربعة وعشرون موسمًا وسجل خلالها هدفين أثنين ضمن 619 مباراة. حيث فاز في موسم واحد بالكأس وفي ثلاثة مواسم بالدوري.
خاض ينس ليمان مسيرته مع نادي شالكه 04 في موسم 1988–89 ليلعب معه عشرة مواسم، مشاركًا في 274 مباراة سجل خلالها هدفين. ثم انتقل إلى نادي بوروسيا دورتموند للفورميلا في موسم 1998–99 ليلعب معه خمسة مواسم، حيث شارك في 129 مباراة ولم يسجل أي هدف. لينتقل بعدها إلى نادي أرسنال في موسم 2003–04 في المرة الأولى ليلعب معه خمسة مواسم ثم في موسم 2010–11 لمدة موسم واحد، مشاركًا طوالها في 146 مباراة ولم يسجل أي هدف أيضًا. ثم انتقل إلى نادي شتوتغارت في موسم 2008–09 ولمدة موسمين، مشاركًا في 65 مباراة ولم يسجل أي هدف أيضًا.

## مشاركاته

### مع الأندية
بدأ مسيرته الكروية مع نادي شالكه في سنة 1989، ولعب معهم حتى سنة 1998، وشارك معهم في 274 وسجل هدفين، وفي موسم 1998/1999 انتقل إلى نادي إيه سي ميلان الإيطالي، ولعب معهم 5 مباريات، وفي سنة 1999 انتقل إلى نادي بروسيا دورتموند، ولعب معهم حتى سنة 2003، وشارك معهم في 129 مباراة، ولعب منذ سنة 2003 إلى سنة 2008 في نادي آرسنال الإنجليزي وقد انتقل إلى صفوف نادي شتوتغارت الألماني في يونيو 2008.

### مع المنتخب
لعب ليمان لأول مرة مع المنتخب الألماني ضد منتخب عمان في فبراير 1998 وخاض 61 مباراة دولية مع منتخب بلاده، 32 منها كانت ودية.
في 7 أبريل 2006 ، أعلن مدرب ألمانيا يورغن كلينسمان أن ليمان سيكون الحارس الأول لألمانيا في نهائيات كأس العالم 2006. تلقى ليمان هدفين في المباراة الافتتاحية لألمانيا في كأس العالم، وسجل كلاهما باولو وانشوب من كوستاريكا على الرغم من فوز ألمانيا بالمباراة 4-2. ساعد ليمان المنتخب بعد ذلك في التأهل إلى دور الـ 16 ثم الوصول إلى الجولات الأخيرة والوصول إلى المركز الثالث.
شارك ليمان مع المنتخب في كأس الأمم الأوروبية 2008 وحقق معهم المركز الثاني.

## روابط خارجية
- ينس ليمان على موقع IMDb (الإنجليزية)
- ينس ليمان على موقع ألو سيني (الفرنسية)
- ينس ليمان على موقع قاعدة بيانات الفيلم (الإنجليزية)

- ينس ليمان على موقع الاتحاد الدولي (مؤرشف)  (الإنجليزية)
- ينس ليمان على موقع الاتحاد الأوربي (الإنجليزية)
- ينس ليمان على موقع قاعدة بيانات كرة القدم.إي يو (الإنجليزية)
- ينس ليمان على موقع بيانات كرة القدم. دي إي (الألمانية)
- ينس ليمان على موقع ناشيونال فوتبول تيمز (الإنجليزية)
- ينس ليمان على موقع Soccerbase.com (لاعب) (الإنجليزية)
- ينس ليمان على موقع Soccerway.com (الإنجليزية)
- ينس ليمان على موقع عالم كرة القدم.نت (الإنجليزية)
- ينس ليمان على موقع كووورة